# Bingoal Pauwels Sauces WB/2021
Deze pagina geeft een overzicht van de Bingoal Pauwels Sauces WB-wielerploeg in 2021.

## Algemene gegevens
Sponsors: Bingoal, Pauwels Sauzen
Teammanager: Christophe Brandt
Ploegleiders: Christophe Detilloux, Jean-Denis Vandenbroucke, Olivier Kaisen, Sebastien Demarbaix
Fietsmerk: De Rosa
Kleding: Vermarc

## Renners
| Naam                  | Geboortedatum | Nationaliteit | Ploeg 2020                  |
| Mannen                | Mannen        | Mannen        | Mannen                      |
| --------------------- | ------------- | ------------- | --------------------------- |
| Stanisław Aniołkowski | 20-01-1997    | Polen         | CCC Development Team        |
| Jonas Castrique       | 13-01-1997    | België        |                             |
| Sean De Bie           | 03-10-1991    | België        |                             |
| Timothy Dupont        | 01-11-1987    | België        | Circus-Wanty-Gobert         |
| Laurens Huys          | 24-09-1998    | België        |                             |
| Arjen Livyns          | 01-09-1994    | België        |                             |
| Milan Menten          | 31-10-1996    | België        | Sport Vlaanderen-Baloise    |
| Rémy Mertz            | 17-07-1995    | België        | Lotto Soudal                |
| Kenny Molly           | 24-12-1996    | België        |                             |
| Mathijs Paasschens    | 18-03-1996    | Nederland     |                             |
| Tom Paquot            | 22-09-1999    | België        | Bingoal WB Development Team |
| Dimitri Peyskens      | 26-11-1991    | België        |                             |
| Laurenz Rex           | 15-12-1999    | België        | Bingoal WB Development Team |
| Ludovic Robeet        | 22-05-1994    | België        |                             |
| Joël Suter            | 25-10-1998    | Zwitserland   |                             |
| Boris Vallée          | 03-06-1993    | België        |                             |
| Jelle Vanendert       | 19-02-1985    | België        |                             |
| Quentin Venner        | 15-06-1999    | België        | Bingoal WB Development Team |
| Luc Wirtgen           | 07-07-1998    | Luxemburg     |                             |
| Tom Wirtgen           | 05-03-1996    | Luxemburg     |                             |

### Vertrokken
| Naam                | Geboortedatum | Nationaliteit | Ploeg 2021                         |
| ------------------- | ------------- | ------------- | ---------------------------------- |
| Baptiste Planckaert | 28-09-1988    | België        | Intermarché-Wanty-Gobert Matériaux |
| Kevyn Ista          | 22-11-1984    | België        | gestopt                            |
| Eliot Lietaer       | 15-08-1990    | België        | B&B Hotels p/b KTM                 |
| Aksel Nõmmela       | 22-10-1994    | Estland       | onbekend                           |
| Lionel Taminiaux    | 21-05-1996    | België        | Alpecin-Fenix                      |
| Julien Mortier      | 20-07-1997    | België        | Dunkerque Grand Littoral - Cofidis |
| Franklin Six        | 29-12-1996    | België        | gestopt                            |

## Overwinningen
Ster van Bessèges
2e etappe: Timothy Dupont
Nokere Koerse
Ludovic Robeet
Ronde van Luxemburg
Bergklassement: Kenny Molly
CRO Race
3e etappe: Milan Menten
Alpecin-Fenix · Androni Giocattoli-Sidermec · B&B Hotels p/b KTM · Bardiani-CSF-Faizanè · Bingoal Pauwels Sauces WB · Burgos-BH · Caja Rural-Seguros RGA · DELKO · EOLO-Kometa · Equipo Kern Pharma · Euskaltel-Euskadi · Gazprom-RusVelo · Rally Cycling · Sport Vlaanderen-Baloise · Team Arkéa Samsic · Team Novo Nordisk · Team TotalEnergies · Uno-X Pro Cycling Team · Vini Zabù-KTM
Mannen: 2011 · 2012 · 2013 · 2014 · 2015 · 2016 · 2017 · 2018 · 2019 · 2020 · 2021 · 2022 · 2023 · 2024 · 2025